# 阿富汗—塔吉克斯坦關係
阿富汗與塔吉克斯坦之間现在的外交關係自1992年开始。阿富汗在杜尚別設有一個大使館，在霍羅格設有一個領事館。 現任大使是Abdulghafour Arezou博士。塔吉克斯坦在喀布爾設有一個大使館，在馬扎里沙里夫，法扎巴德和昆都士設有領事館。現任大使是沙羅非丁·伊蒙。

## 歷史
這兩個國家的地區曾經有過連接，特別是在薩曼王朝，加兹尼王朝和帖木兒帝國時期。 在1750年，阿富汗的艾哈邁德·沙·杜蘭尼與布哈拉汗國的穆罕默德·穆拉德·貝格達成友好條約後，阿姆河成為阿富汗的官方邊界。波斯語在兩國得到廣泛應用，在阿富汗的塔吉克人人口比塔吉克斯坦略多。
兩國關係於1992年6月15日正式成立，塔吉克斯坦於2002年初在喀布爾開設了大使館。馬扎里沙里夫領事館也於當年11月開放。
塔吉克斯坦總統埃莫馬利·拉赫蒙和阿富汗哈米德·卡爾扎伊首次在杜尚別舉行的2004年經濟合作組織首腦會議期間正式會面。拉赫蒙於2005年4月對阿富汗進行了正式訪問。而於2021年8月，阿富汗總統也逃往塔吉克。

## 邊界問題
阿富汗和塔吉克斯坦共有大約1,300公里（810英里）的邊界，其中大部分是崎嶇地形，受到很好的保護。目前，兩國之間的邊界滲透問題是各國政府和國際社會關注的主要問題。邊界是毒品從阿富汗走私到俄羅斯和歐洲的主要途徑，截至2009年中期，似乎與邊境有關的毒品和與叛亂分子有關的暴力正在增加，部分原因是巴基斯坦局勢日益不穩定。
兩國之間的交通聯繫，如阿富汗-塔吉克斯坦大橋，正在緩慢重建，往往需要外部政府的幫助和資助。

## 能源
阿富汗和塔吉克斯坦就能源問題簽署了幾項協議。 2007年9月簽署了一項價值5億美元的協議，旨在創建從塔吉克斯坦和吉爾吉斯斯坦到阿富汗的能源聯繫。 塔吉克斯坦和吉爾吉斯斯坦都試圖通過將其出售給南亞來發展潛在的巨大水電工業，而與阿富汗的能源聯繫被視為這種擴張的第一步。
兩國政府還同意在噴赤河建設一座1000兆瓦的水電站。它的建設由世界銀行，亞洲開發銀行和伊斯蘭開發銀行提供資金。